# روباه پرنده ماداگاسکاری
روباه پرنده ماداگاسکاری (نام علمی: Pteropus rufus) نام یک گونه از سرده روباه پرنده است.